# Lantmäteri

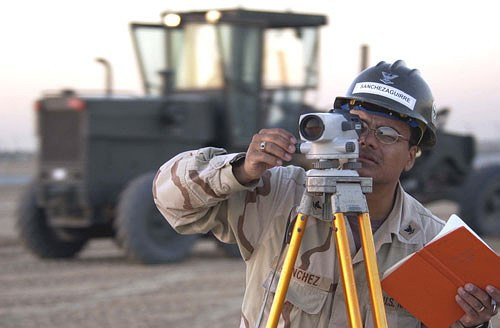
Officer vid USA:s flotta använder avvägningsinstrument.

Lantmäteri kallas geometrisk uppmätning, kartläggning, och till exempel topografisk beskrivning av mark; skapande av kartor. Används för stadsplanering, utmärkning av ledningsnät, fastighetsbildning m.m. I Sverige styrs verksamheten centralt av Lantmäteriet sedan 1974, med regionala och kommunala myndigheter och kontor.
Lantmäteriet uppstod i Främre Orienten för bland annat konstbevattning, och spred sig till Europa genom Romerska riket som var känt för sin stadsplanering, sina akvedukter, vägbyggnader, och fälttåg. 

## Utbildning i Sverige
Den Kungliga Lantmäteriutbildningen inrättades 1628, då generalmatematicus Anders Bure fick i uppdrag av Gustav II Adolf att utbilda nya lantmätare. Anders Bure blev då underställd kammarkollegiet. Egendomligt nog är ingenting känt om Bures egna studier. Men hans senare verksamhet och insatser röjer en gedigen utbildning, och han måste sålunda otvivelaktigt ha studerat vid något universitet, antingen i Sverige eller mer troligt i utlandet. 
Numer är lantmäteri ett av de ämnesområden inom vilka man i Sverige kan ta civilingenjörsexamen. Utbildning till civilingenjör i lantmäteri sker på KTH, och LTH. Högskoleingenjörs- och kandidatutbildningar i lantmäteri finns på Högskolan i Gävle och Högskolan Väst. Sedan 2019 ges Lantmäteriprogrammet med juridisk inriktning på Uppsala Universitet. Civilingenjörsutbildning inom lantmäteriteknik finns på Högskolan i Gävle.